# Villa Magini

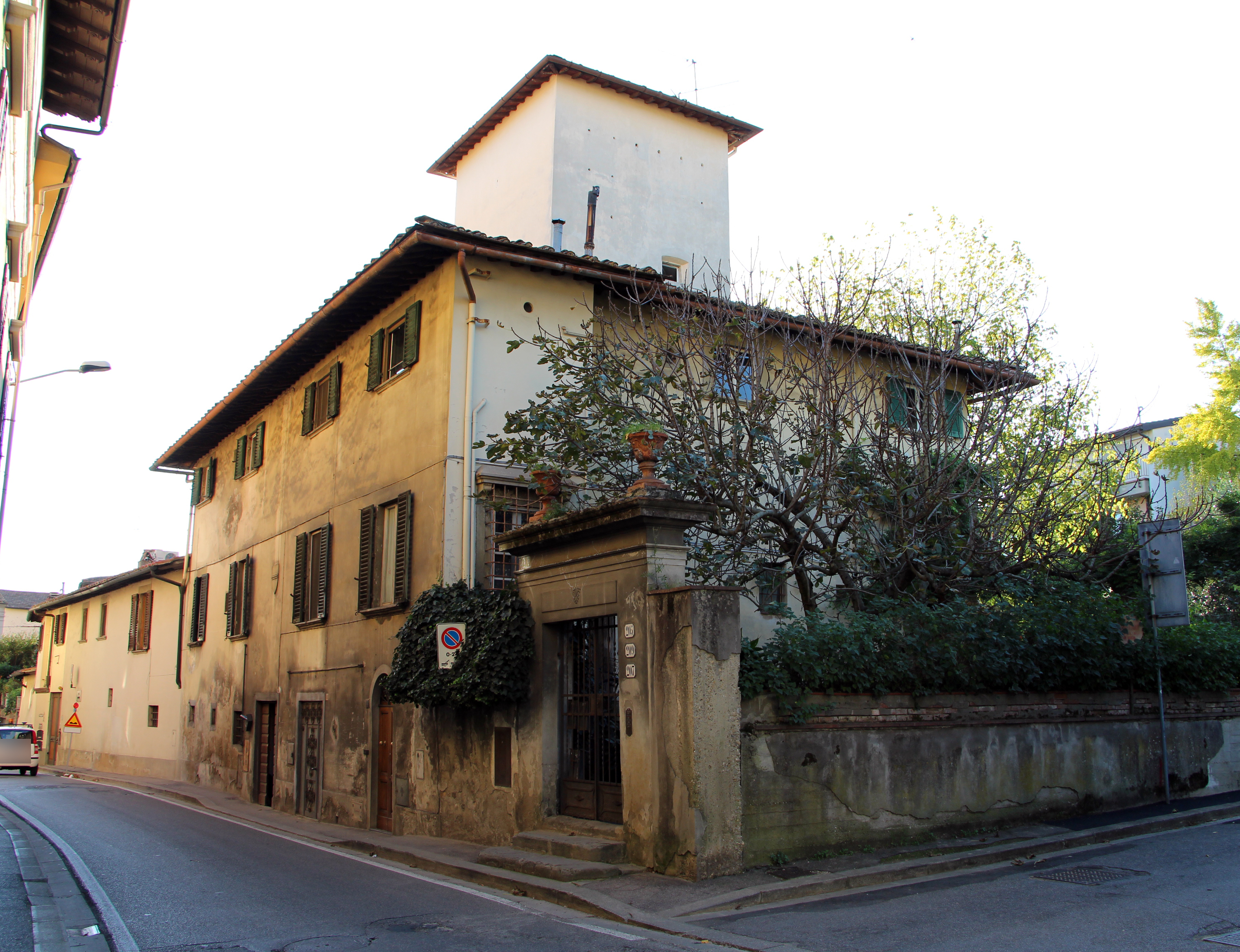
Villa Magini

Villa Magini si trova a Firenze, in via Faentina angolo via Luigi Carrand, in zona San Marco Vecchio.

## Storia
Appartenne ai Marignolli, il cui stemma si vede ancora oggi in facciata e, a metà del Cinquecento, passò ai Segni. Nel 1776 fu dei Cardinali e nel 1760 dalla famiglia Cagliesi.

## Descrizione
Si accede al complesso da un grande portone architravato, sul quale si trovano due vasi decorativi. La facciata si affaccia su un giardino ed è decorata da un portale a volta, incorniciato da bozze lisce in pietra e affiancato da tre finestre inginocchiate. 
La notevole antichità dell'edificio è testimoniata dai resti di una torre e dalle semplici decorazioni in pietra delle aperture, che fanno pensare al XIV secolo.